# Bonni Ginzburg
Pour les articles homonymes, voir Ginzburg.
Bonni Ginzburg, (בוני גינצבורג en hébreu), né le 12 décembre 1964 à Tel Aviv (Israël), est un footballeur israélien, qui évoluait au poste de gardien de but au Glasgow Rangers et en équipe d'Israël.
Ginzburg n'a marqué aucun but lors de ses soixante-huit sélections avec l'équipe d'Israël entre 1984 et 1996.
Il a participé à la troisième saison de l'émission Rokdim Im Kokhavim, la version israélienne de Danse avec les stars.

## Carrière
- 1984 : Maccabi Petach-Tikva
- 1985-1987 : Maccabi Tel-Aviv
- 1987-1988 : Maccabi Haïfa
- 1988-1989 : Betar Jérusalem
- 1989-1991 : Rangers FC
- 1991-1992 : Maccabi Yavne
- 1992-1993 : Betar Tel Aviv
- 1993-1995 : Ironi Ashdod
- 1995-1996 : Bnei Yehoudah
- 1996-1999 : Maccabi Haïfa
- 1999-2000 : Hapoel Ashkelon
- 2000-2001 : Hapoël Kfar Sabah

## Palmarès

### En équipe nationale
- 68 sélections et 0 but avec l'équipe d'Israël entre 1984 et 1996.

### Avec Maccabi Tel-Aviv
- Vainqueur de la Coupe d'Israël de football en 1987.

### Avec le Betar Jerusalem
- Vainqueur de la Coupe d'Israël de football en 1989.